# James Forbes
James Forbes (Bridgend, maggio 1773 – Woburn Abbey, 6 luglio 1861) è stato un botanico britannico, membro della Royal Society dal 24 marzo 1803 e membro della Linnean Society of London dal 1832.

## Biografia
Fu il giardiniere capo che curò i giardini di Woburn Abbey, dimora e residenza di campagna del Duca di Bedford, John Russell, VI duca di Bedford e di suo figlio, Francis Russell, VII duca di Bedford. Descrisse in una delle sue opere più importanti circa 6000 piante ornamentali coltivate nei giardini. Nell'autunno del 1835 fece un viaggio di lavoro visitando giardini e orti Botanici di Belgio, Germania e parte della Francia, esperienza descritta in un'altra opera importante. Sir William Jackson Hooker nel 1839 gli dedicò in suo onore una nuova specie botanica della famiglia delle Orchidaceae, Oncidium forbesii, attualmente sinonimo di Gomesa forbesii.

## Opere principali
- Salictum Woburnense, or, A catalogue of willows, indigenous and foreign, in the collection of the Duke of Bedford, at Woburn Abbey : systematically arranged 1827
- Hortus woburnensis; a descriptive catalogue of upwards of six thousand ornamental plants cultivated at Woburn Abbey 1833
- Journal of a horticultural tour through Germany, Belgium, and part of France, in the autumn of 1835. To which is added, a catalogue of the different species of cacteæ in the gardens at Woburn Abbey 1837
- Pinetum woburnense; or, A catalogue of coniferous plants in the collection of the Duke of Bedford at Woburn Abbey, systematically arranged 1839